# Hasdrubal Calvus
Hasdrubal Calvus, ofwel "de Kale", was een Carthaagse generaal tijdens de Tweede Punische Oorlog. In 215 v.Chr. kreeg Hasdrubal de opdracht om het eiland Sardinië te veroveren, een opstandige provincie van Romeinse. Zijn vloot leed echter schipbreuk en dreef af naar de Balerische eilanden. Tegen de tijd dat hij zijn vloot weer bij elkaar had en aankwam op Sardinië, had de Romeinse dictator Malius Torquatus de opstanden echter al in de kop gedrukt en daarbij de Sardijnse leider Hampiscora verslagen. Manlius versloeg met gemak de gecombineerde troepen van Carthago en Sardinië tijdens de Slag bij Cornus en nam daarbij Hasdrubal gevangen.